# E=MC² - Essenza di macchina cuore cervello
E=MC² - Essenza di macchina cuore cervello è il primo album in studio della rockband italiana IlNero, pubblicato a ottobre del 2015.

## Tracce
Testi e musiche di Gianluigi Cavallo eccetto dove diversamente indicato.
1. L'Ultimo Stupido – 5:21
2. Dolce Vita – 4:55 (Gianluigi Cavallo, Gianmarco Colzi)
3. Oltre – 4:46
4. Cuore – 3:14
5. Splendido Girone – 3:51 (Gianluigi Cavallo, Giuseppe Nocerino)
6. E=MC² – 4:48
7. Personal Jesus – 3:20
8. Reality Show – 3:45
9. Soli ed Unici – 4:05
10. A Pezzi – 4:05
11. Invincibile – 6:37

## Formazione
- Cabo Cavallo - voce e chitarra
- Riccardo Rossi - basso
- Nunzio Bisogno - tastiere e sequencer
- Joe Nocerino - chitarra solista
- Zeb Cavallo - chitarra ritmica
- Umberto Dell'Anno - batteria